# 똥강아지들
똥강아지들은 SBS 플러스의 반려견 전문 관찰 예능 프로그램이다.

## 방송 개요
아기와 강아지의 로맨스를 따뜻한 시선으로 담은 관찰 예능 프로그램이다.

## 출연자
- 소유진
- 서장훈
- 가희
- 하승진[1]
- 양동근
- 박가람
- 오주은
- 김기두
- 최민수
- 이혜주
- 전문가 : 설채현[2], 장민석 (수의사)

## 시청률
| 회차 | 방송일    | AGB 시청률     |
| 회차 | 방송일    | 대한민국(전국) |
| ---- | --------- | -------------- |
| 1    | 9월 8일   | 0.7%           |
| 2    | 9월 15일  | 0.5%           |
| 3    | 9월 22일  | 0.5%           |
| 4    | 9월 29일  | 0.6%           |
| 5    | 10월 6일  | 0.4%           |
| 6    | 10월 13일 | 0.6%           |
| 7    | 10월 20일 | 0.3%           |
| 8    | 10월 27일 | 0.3%           |
| 9    | 11월 3일  | 0.4%           |
| 10   | 11월 10일 | 0.2%           |
| 소계 | 평균      | 0.45%          |